# Winter-Universiade 2015/Skilanglauf
Bei der Winter-Universiade 2015 wurden neun Wettkämpfe im Skilanglauf ausgetragen.

## Bilanz

### Medaillenspiegel
| Platz  | Land       | Gold | Silber | Bronze | Gesamt |
| ------ | ---------- | ---- | ------ | ------ | ------ |
| 1      | Russland   | 7    | 5      | 5      | 17     |
| 2      | Kasachstan | 2    | 3      | –      | 5      |
| 3      | Polen      | –    | 1      | 1      | 2      |
| 4      | Tschechien | –    | –      | 2      | 2      |
| 5      | Frankreich | –    | –      | 1      | 1      |
| Gesamt | Gesamt     | 9    | 9      | 9      | 27     |

### Medaillengewinner

#### Männer
| Disziplin       | Gold                                                                    | Silber                                                                             | Bronze                                                     |
| --------------- | ----------------------------------------------------------------------- | ---------------------------------------------------------------------------------- | ---------------------------------------------------------- |
| Sprint Freistil | Andrei Larkow                                                           | Anton Gafarow                                                                      | Raul Schakirsjanow                                         |
| 10 km Klassisch | Andrei Feller                                                           | Artjom Nikolajew                                                                   | Waleri Gontar                                              |
| 30 km Freistil  | Andrei Larkow                                                           | Raul Schakirsjanow                                                                 | Artjom Nikolajew                                           |
| 4 × 7,5 km      | RusslandAndrei Feller Artjom Nikolajew Raul Schakirsjanow Andrei Larkow | KasachstanAlexander Malyschew Jewgeni Welitschko Jewgeni Bondarenko Mark Starostin | TschechienJacob Kordač Adam Fellner Jakub Gräf Daniel Maka |

#### Frauen
| Disziplin       | Gold                                                         | Silber                                                         | Bronze                                            |
| --------------- | ------------------------------------------------------------ | -------------------------------------------------------------- | ------------------------------------------------- |
| Sprint Freistil | Anastassija Slonowa                                          | Ewelina Marcisz                                                | Swetlana Nikolajewa                               |
| 5 km Klassisch  | Oxana Ussatowa                                               | Anastassija Slonowa                                            | Lilija Wassiljewa                                 |
| 15 km Freistil  | Anastassija Slonowa                                          | Swetlana Nikolajewa                                            | Ewelina Marcisz                                   |
| 3 × 5 km        | RusslandOxana Ussatowa Wiktorija Karkina Swetlana Nikolajewa | KasachstanAnna Stojan Wiktorija Lanchakowa Anastassija Slonowa | FrankreichIris Pessey Julia Devaux Marion Buillet |

#### Mixed
| Disziplin            | Gold                                | Silber                                | Bronze                       |
| -------------------- | ----------------------------------- | ------------------------------------- | ---------------------------- |
| Teamsprint Klassisch | Anton Gafarow / Swetlana Nikolajewa | Raul Schakirsjanow / Anna Powaljajewa | Jan Šrail / Karolína Grohová |